# لیتل والدینگفیلد
لیتل والدینگفیلد (به انگلیسی: Little Waldingfield) یک روستا و محله مدنی در بریتانیا است که در Babergh واقع شده‌است. لیتل والدینگفیلد ۳۶۶ نفر جمعیت دارد.